# Sit-up

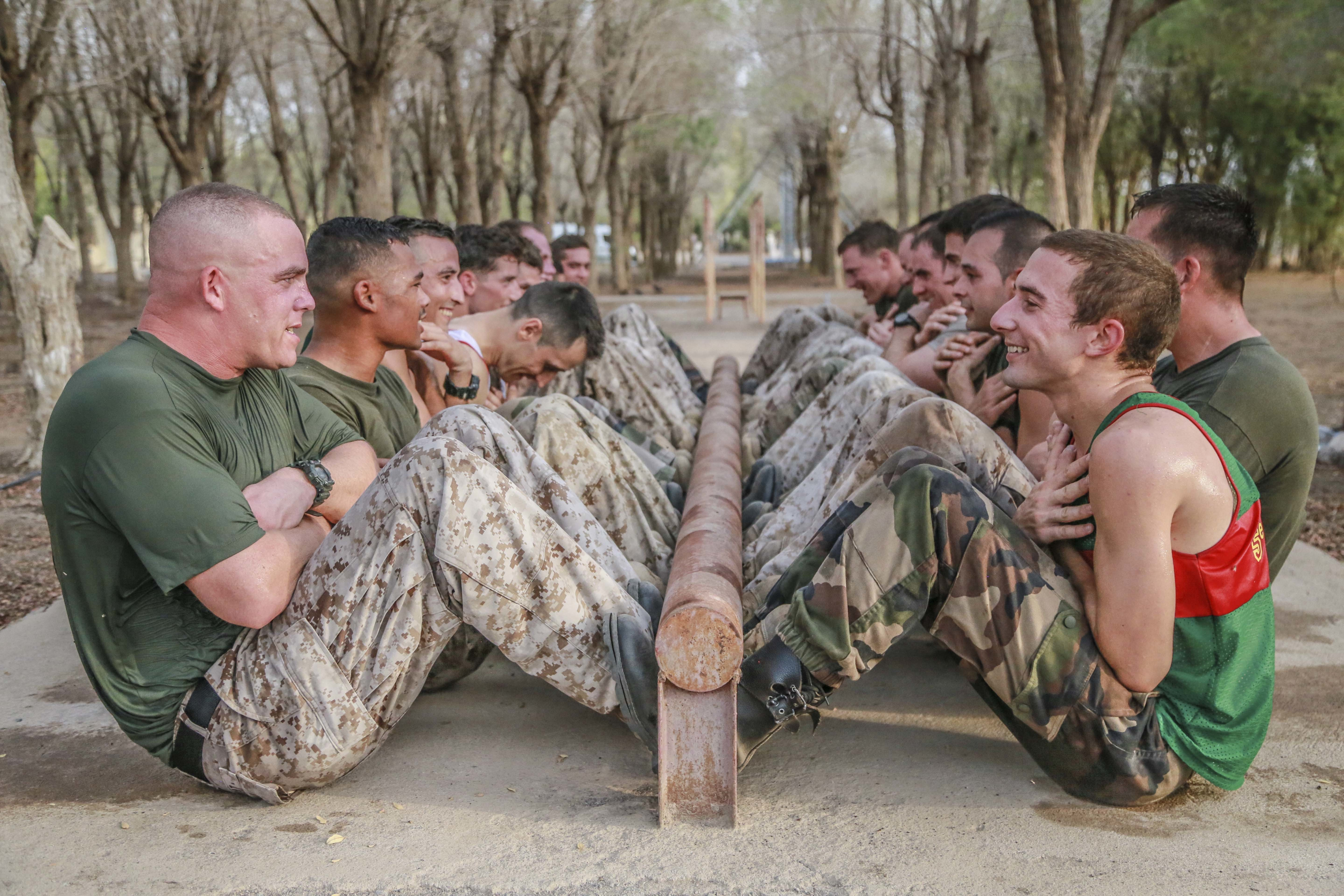
Soldati statunitensi e francesi fanno sit-up

Il sit-up è un esercizio a corpo libero solitamente utilizzato per rafforzare la muscolatura addominale, in particolare il retto dell'addome. Realmente, come molti altri esercizi che mobilitano l'articolazione dell'anca (coxo-femorale) e i suoi flessori, è un esercizio che coinvolge essenzialmente i numerosi muscoli flessori dell'anca a scapito della muscolatura addominale, se non nei primi gradi del movimento. Gli scienziati dell'esercizio fisico indicano di evitare l'esercizio del sit-up per la sua relativamente scarsa stimolazione del retto dell'addome e per il grande reclutamento dello psoas, causa di un eccessivo sovraccarico sulla bassa schiena, creando potenzialmente compressione dei dischi veterbrali, dolore diffuso e una maggiore esposizione ad infortuni nella zona.

## Esecuzione
L'esercizio del sit-up inizia in posizione decubito supino con la schiena sul pavimento o su panca piana o declinata, in genere con le braccia sul petto o con le mani dietro la testa e le ginocchia piegate. Se svolto su panca i piedi vengono bloccati negli appositi fermi per fare punto fisso, per poter svolgere l'esercizio con più facilità e stabilità. La colonna vertebrale è estesa, le anche sono solitamente flesse. La fase concentrica consiste nel flettere o elevare dal piano d'appoggio l'intera schiena eretta fino a raggiungere la posizione verticale o quasi.
Alcuni autori sostengono che la variante corretta, in modo da ridurre l'attivazione dei flessori dell'anca, debba prevedere il mantenimento degli arti inferiori piegati in appoggio al suolo, e con i piedi liberi, cioè senza che vengano bloccati per fare punto fisso. Si sollevano le spalle, segue la zona toracica e poi quella lombare. L'esecuzione dovrebbe essere rallentata e non di slancio, arrotolando le vertebre l'una dopo l'altra durante la flessione della schiena.

## Controversie

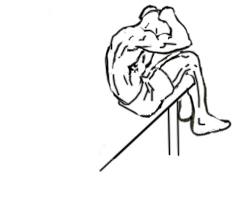
Termine della fase concentrica nel sit-up su panca declinata: il movimento in questione è principalmente di competenza dei numerosi muscoli flessori dell'anca (coscia), con un intervento limitato e per una buona parte isometrico (statico) da parte della muscolatura addominale.

Nel senso comune il sit-up è ancora oggi visto come uno dei più classici esercizi per gli addominali, sebbene a livello scientifico esso è da molti decenni ritenuto controverso. Varie analisi hanno osservato che questo movimento imponga un maggiore intervento a carico dei flessori dell'anca (circa 10 muscoli per lato) a scapito della muscolatura che si intende realmente sollecitare. Tale esercizio può facilmente causare un inarcamento della lordosi lombare (iperlordosi) e dolori alla bassa schiena, in particolare negli individui con la muscolatura addominale relativamente debole. Ciò è dovuto allo squilibrio che questo esercizio può causare, portando ad un ipertono dei flessori dell'anca stessi (i principali coinvolti), e ad un ipotonia del gruppo addominale (scarsamente coinvolto, per una buona parte del ROM in maniera statica). Tra i flessori dell'anca, il muscolo psoas gioca un ruolo fondamentale. Esso infatti ha origine dalle superfici laterali (processi costiformi), dell'ultima vertebra toracica e delle prime quattro vertebre lombari, inserendosi sulla superficie mediale del piccolo trocantere del femore. Proprio per la sua conformazione, l'accorciamento e l'ipertono di questo muscolo porta direttamente ad accentuare la curva lombare creando un facile squilibrio posturale e possibili dolori alla bassa schiena.
Una gran parte degli esercizi per gli addominali possono contribuire a creare infortuni alla bassa schiena a causa di un'iperstimolazione e un accorciamento dei flessori dell'anca, in particolare dell'ileopsoas. Quando questo muscolo si contrae, esso esercita un aumento delle forze di compressione e di taglio sulla spina lombare. Molti esercizi per gli addominali sono in realtà esercizi in cui i muscoli flessori dell'anca, piuttosto che gli addominali, esercitano gran parte del lavoro. Questi esercizi includono sit-up, leg raise, molte forme di crunch machine, jacknives, sforbiciate, ecc.

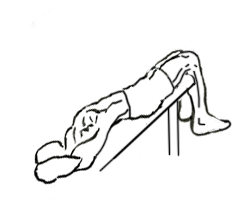
Punto di partenza del sit-up su panca declinata: circa una decina di muscoli motori della coscia partecipano alla flessione dell'anca, mentre la posizione di estensione nel picco della fase eccentrica può portare ad un'accentuazione della lordosi lombare.

È stato notato che nei movimenti di flessione del busto come il sit-up, può venire a crearsi uno squilibrio tra gli addominali deboli o ipotonici e i flessori dell'anca forti e ipertonici. Ciò è dovuto al fatto che durante movimenti di tale entità, il maggior carico è rivolto proprio ai flessori dell'anca, mentre la parete addominale copre un ruolo molto minore, spesso rimanendo semplicemente contratto in isometria (senza variare la propria lunghezza), e senza quindi ricevere un adeguato stimolo. L'inadeguatezza degli esercizi che mobilitano l'articolazione dell'anca per sollecitare la muscolatura addominale è stata constatata anche in altri casi. È stato stabilito ad esempio che i sollevamenti delle gambe (leg raise) in posizione supina sollecitano i flessori dell'anca con un coinvolgimento molto limitato della muscolatura addominale.
I flessori dell'anca sono per definizione i muscoli responsabili del sollevamento (flessione) della coscia, mentre gli addominali, i quali non hanno alcun ruolo nella flessione del femore, in questo esercizio rimangono contratti in isometria (senza modificare la loro lunghezza) per stabilizzare il bacino. Diversi studi dimostrano in modo conclusivo il coinvolgimento dei muscoli addominali in modalità isometrica o statica in questa tipologia di esercizi. Nel sollevare la gamba sull'anca (o inversamente, flettere il busto sull'anca), il retto addominale deve ruotare il bacino posteriormente (retroversione del bacino) e stabilizzarlo al fine di consentire agli arti inferiori di flettersi verso il petto. Dal momento che gli arti inferiori (o il busto) sono relativamente pesanti, la tensione sul retto addominale è dovuta in gran parte al suo ruolo nella stabilizzazione del bacino. Questi esercizi pongono un pesante carico sulla colonna lombare, rendendoli ad alto rischio per alcuni individui.
Alcuni autori tuttavia segnalano che l'attivazione dei flessori dell'anca differisca tra le varianti scelte nei diversi studi. Quando il sit-up viene eseguito con i piedi bloccati per fare punto fisso, si ha una maggiore attivazione di questo gruppo di muscoli rispetto a quando non vengono bloccati. Viene suggerito che l'esecuzione corretta dell'esercizio debba prevedere i piedi liberi, in modo da ridurre significativamente l'attivazione dei flessori dell'anca. Paoli e Neri sostengono che sia stata fatta confusione riguardo all'efficacia del sit-up, poiché secondo i risultati di alcune ricerche ne viene sconsigliata l'esecuzione a causa del fatto che la variante testata normalmente prevede appunto il blocco dei piedi. I due autori invece suggeriscono la possibilità di eseguire l'esercizio purché ne venga appunto evitato il blocco, poiché in tal caso viene ridotta sensibilmente l'azione dei flessori dell'anca a favore della muscolatura addominale.
Questa variazione è stata presa in considerazione dagli stessi studiosi, tuttavia a causa di questa serie di controversie, il sit-up ed altri esercizi che mobilitano i muscoli flessori dell'anca a scapito della muscolatura addominale (leg raise, jacknives ecc.) sono stati ampiamente sconsigliati da gran parte degli scienziati dell'esercizio. Plowman sottolinea che il sit-up a ginocchia piegate e piedi appoggiati possa causare uno stress lombare che potrebbe portare a effetti nocivi sui dischi lombari. L'obiettivo di un allenamento degli addominali dovrebbe essere invece quello di massimizzare il coinvolgimento della muscolatura addominale, riducendo al minimo il coinvolgimento dei flessori dell'anca. Diversi studi indicano che l'esercizio del crunch, con le ginocchia piegate e le gambe non incastrate, enfatizzi l'attività addominale e minimizzi l'attività dei flessori dell'anca, pertanto questo dovrebbe sostituire i più diffusi esercizi come il sit-up.

### Conclusioni
- Se paragonato al crunch (o curl-up), il sit-up stimola un'attivazione significativamente maggiore del retto femorale e dello psoas (due dei principali flessori dell'anca)[2][18]. Inoltre, contrariamente alle credenze popolari, l'esecuzione del sit-up con le ginocchia flesse non esclude il retto femorale dal lavoro, anzi, la sua attivazione è maggiore con le ginocchia flesse[18][19], con tutta probabilità perché la flessione del ginocchio porta in prestiramento questo fascio muscolare.
- Lo psoas origina dalla vertebra T12 e da tutte le vertebre lombari. Quando il muscolo viene attivato, esso impone significativa compressione (~730 libbre, o 331 kg) sulla colonna vertebrale. McGill (2004) ha riferito che lo stesso sovraccarico di 331 kg sulla zona lombare causato dal sit-up, è anche il limite di compressione sulla bassa schiena nei lavoratori secondo quanto stabilito dal National Institute of Occupational Safety and Health (NIOSH). In altre parole, ogni sit-up eseguito supera il livello di carico che è associato ad un aumentato rischio di infortuni sul lavoro[20].
- In molte deformazioni posturali, i flessori dell'anca sono ipertonici mentre il retto dell'addome risulta relativamente ipotonico. Le diverse varianti del crunch offrono una maggiore attivazione del muscolo retto dell'addome senza alcun carico di compressione evitando lo stress indotto dalle forze di taglio sulla colonna lombare[2], e possono quindi essere una parte importante nei programmi di prevenzione o riabilitazione da lesioni alla bassa schiena migliorare la postura con alterazioni lombo-pelviche.

## Grasso localizzato
Un'altra credenza comune è rivolta al fatto che gli esercizi per gli addominali siano in grado di ridurre lo strato di adipe (grasso) localizzato nel girovita e livello addominale. Tale mito è stato sfatato da decenni e recentemente confermato mediante alcune ricerche scientifiche. Già nel 1984 venne definitivamente dimostrato da parte di Katch et al. che - prendendo proprio il sit-up come esercizio oggetto dell'esperimento - l'allenamento addominale non diminuisce il diametro delle cellule adipose addominali, il grasso sottocutaneo addominale (lo spessore della plica cutanea) o la circonferenza addominale. Di conseguenza, non è possibile utilizzare gli esercizi per gli addominali per perdere selettivamente il grasso addominale. Tali risultati sono stati più recentemente confermati da Vispute et al. (2011).

## Anatomia delsit-up
Il sit-up, essendo un movimento che prevede la flessione del busto sull'anca, recluta soprattutto i flessori dell'anca, con un coinvolgimento meno marcato della muscolatura addominale, più impegnata nello stabilizzare il busto mediante una contrazione isometrica. I muscoli sottoposti alla normale contrazione dinamica sono effettivamente i 10 flessori dell'anca, mentre la parete addominale non ha un ruolo particolarmente significativo e attivo dal punto di vista dinamico, se non quello di stabilizzare il busto mantenendo una contrazione isometrica retroponendo il bacino.
La funzione del muscolo retto dell'addome è quella di abbassare le coste avvicinandole al bacino o viceversa, tuttavia gli arti inferiori non hanno alcuna funzione nella contrazione addominale, pertanto non dovrebbero essere mobilizzati al fine di isolare maggiormente i muscoli coinvolti. La mobilizzazione in flessione della coscia non è a carico della muscolatura addominale, ma di numerosi muscoli della coscia stessa che originano dal bacino, oppure dalle vertebre lombari. Dal punto di vista articolare, la mobilizzazione dell'articolazione dell'anca, la coxo-femorale, durante la flessione del busto, determina l'attivazione dei flessori dell'anca. Mentre è la sola mobilizzazione della cerniera lombare (vertebre lombari) in flessione, a determinare l'attivazione dinamica della muscolatura addominale.
Nel sit-up, il lavoro dinamico della muscolatura addominale avviene solo nei primi gradi del movimento, quando la regione lombare ed i glutei rimangono a terra e la rotazione avviene intorno alle vertebre lombari. In questa prima fase, l'esercizio assume le caratteristiche tipiche del Crunch, non a caso l'esercizio più consigliato per isolare la muscolatura addominale. La ricerca ha stabilito che gli addominali flettono la colonna vertebrale per i primi 30-45° del movimento, che equivalgono approssimativamente al sollevamento delle scapole da terra. Se la rotazione delle vertebre in flessione prosegue oltre i 30°, peggio portando il busto fino alla posizione seduta, come viene previsto nel sit-up, questa seconda fase del movimento avviene grazie all'intervento dei muscoli flessori dell'anca (articolazione coxo-femorale), mentre la muscolatura addominale esercita un'azione statica o isometrica. Si potrà facilmente notare che superati i primi 30° di flessione può venire a crearsi un inarcamento della curva lombare, dovuto alla tensione del muscolo psoas, originante dalle vertebre lombari e flessore dell'anca.
I muscoli coinvolti nella flessione dell'anca:
- Muscolo retto femorale
- Muscolo tensore della fascia lata
- Muscolo grande psoas e piccolo psoas
- Muscolo iliaco
- Muscolo gracile
- Muscolo sartorio
- Muscolo pettineo
- Muscolo adduttore lungo
- Muscolo adduttore breve
- Muscolo medio gluteo (fasci anteriori)

I muscoli coinvolti nella flessione lombare (soprattutto nei primi gradi del movimento):
- Muscolo retto dell'addome
- Muscolo trasverso dell'addome
- Muscolo obliquo interno
- Muscolo obliquo esterno

Da notare che se il sit-up coinvolge tutta la serie di muscoli elencati, ponendo un maggiore accento sui flessori dell'anca, nell'esercizio del Crunch il reclutamento dei 10 flessori dell'anca viene completamente evitato, concentrando l'attività solo sulla muscolatura addominale.

## Sintesi
- il sit-up, così come gli altri esercizi che mobilitano l'articolazione dell'anca in flessione, non sollecita adeguatamente la muscolatura addominale;[1][7][13][14]
- questa famiglia di esercizi è più mirata al reclutamento selettivo del gruppo dei 10 flessori dell'anca;[1][7][13][14]
- la muscolatura addominale interviene in maniera dinamica solo nei primi 30-45° della flessione del busto (avvicinamento delle coste al bacino o viceversa), dopodiché essa rimane contratta in isometria trasferendo l'attività dinamica sui flessori dell'anca (la maggior parte del movimento);[7][23][25]
- questi esercizi non trovano efficacia nel tonificare la muscolatura addominale, la quale ha una funzione prevalentemente statica e stabilizzatrice;[1][14]
- il sit-up e similari a lungo andare tendono a creare un inarcamento della curva lombare, potenzialmente creando iperlordosi, dolori alla bassa schiena e traumi sui dischi lombari;[5][6][7]
- il muscolo psoas è, tra i 10 flessori dell'anca, il fascio più direttamente coinvolto nel processo di inarcamento della curva lombare e dolore alla bassa schiena;
- per questi motivi il sit-up e similari andrebbero assolutamente evitati in casi di deformazioni posturali come le posture cifo-lordotica e iperlordotica in cui la curva lombare è già inarcata;
- il sit-up e similari dovrebbero essere sostituiti con il Crunch[1][2][3][4] per enfatizzare la sollecitazione addominale, evitare la tonificazione dei flessori dell'anca, e prevenire dolori alla bassa schiena e l'inarcamento della curva lombare con conseguenti ulteriori squilibri posturali;
- l'esecuzione "corretta" del sit-up non dovrebbe prevedere il blocco dei piedi per fare punto fisso, in modo da ridurre sensibilmente l'intervento dei flessori dell'anca;[8]
- gli esercizi per gli addominali non servono a ridurre lo strato adiposo localizzato in tale zona[21][22], a maggior ragione gli esercizi che mobilitano l'articolazione dell'anca e che sollecitano maggiormente i flessori dell'anca piuttosto che la parete addominale;